# 普雷米亚-德达尔特
普雷米亚-德达尔特，是西班牙加泰罗尼亚巴塞罗那省的一个市镇。总面积7平方公里，总人口9114人（2001年），人口密度1302人/平方公里。